# Siedlec (gromada w powiecie łęczyckim)
Siedlec – dawna gromada, czyli najmniejsza jednostka podziału terytorialnego Polskiej Rzeczypospolitej Ludowej w latach 1954–1972.
Gromady, z gromadzkimi radami narodowymi (GRN) jako organami władzy najniższego stopnia na wsi, funkcjonowały od reformy reorganizującej administrację wiejską przeprowadzonej jesienią 1954 do momentu ich zniesienia z dniem 1 stycznia 1973, tym samym wypierając organizację gminną w latach 1954–1972.
Gromadę Siedlec siedzibą GRN w Siedlcu utworzono – jako jedną z 8759 gromad na obszarze Polski – w powiecie łęczyckim w woj. łódzkim, na mocy uchwały nr 32/54 WRN w Łodzi z dnia 4 października 1954. W skład jednostki weszły obszary dotychczasowych gromad Dąbie, Pruszki, Siedlec i Siedlew ze zniesionej gminy Topola, wieś Koryta z dotychczasowej gromady Krężelewice ze zniesionej gminy Mazew, ponadto wieś Jacków i parcelacja Jacków z dotychczasowej gromady Sławęcin oraz wieś Pilichy i parcelacja Pilichy z dotychczasowej gromady Borucice ze zniesionej gminy Grabów w tymże powiecie. Dla gromady ustalono 15 członków gromadzkiej rady narodowej.
Gromada przetrwała do końca 1972 roku, czyli do kolejnej reformy gminnej.